# Geloërveld
Geloërveld is een buurtschap en industrieterrein in de gemeente Venlo, in de Nederlandse provincie Limburg.
De buurtschap ligt in het noordelijke gedeelte van de wijk Geloo en bestaat voornamelijk uit bedrijventerreinen. De aan de zuidzijde liggende, maar bij het bedrijventerrein behorende uitbreiding Pannenberg heeft een eigen karakter met veelal ruimte voor kleinschalige industrie.
De buurtschap wordt omsloten door de spoorlijn Venlo - Roermond in het westen, de Tegelse wijk Nabben in het noorden, de Tegelse buurtschap Leemhorst in het noordoosten, de woonwijk Geloo en de A73 in het oosten en het centrum van Belfeld in het zuiden.